# Crotalaria comosa
Crotalaria comosa är en ärtväxtart som beskrevs av John Gilbert Baker. Crotalaria comosa ingår i släktet sunnhampor, och familjen ärtväxter. Inga underarter finns listade i Catalogue of Life.